# Balacra haemalea
Balacra haemalea là một loài bướm đêm thuộc phân họ Arctiinae, họ Erebidae.